# Маунт Хеброн (Калифорнија)
Маунт Хеброн (енгл. Mount Hebron) насељено је место без административног статуса у америчкој савезној држави Калифорнија.

## Демографија
По попису из 2010. године број становника је 95, што је 3 (3,3%) становника више него 2000. године.
| Група             | 2000.      | 2010.      |
| Белци             | 62 (67,4%) | 50 (52,6%) |
| Афроамериканци    | 0 (0,0%)   | 0 (0,0%)   |
| Азијати           | 0 (0,0%)   | 0 (0,0%)   |
| Хиспаноамериканци | 26 (28,3%) | 41 (43,2%) |
| Укупно            | 92         | 95         |